# 松本典子 (歌人)
松本 典子（まつもと のりこ、1970年2月6日 - ）は、歌人。千葉県鴨川市出身。
千葉県立安房高等学校、早稲田大学教育学部国語国文学科卒業後、国立能楽堂を経て国立劇場に勤務する。1997年に短歌をはじめ、同年短歌結社「かりん」入会、馬場あき子に師事。2000年、第20回かりん賞、第46回角川短歌賞受賞。2003年、第一歌集『いびつな果実』で第4回現代短歌新人賞受賞。現代歌人協会会員。

## 著書
- 歌集『いびつな果実』 角川書店 （2003.9） ISBN 4046517115
- 歌集『ひといろに染まれ』角川学芸出版 （2010.11） ISBN 4046218568
- 『現代短歌最前線　新響十人』（石川美南、生沼義朗、黒瀬珂瀾、笹公人、島田幸典、永田紅、野口恵子、松野志保、松村正直共著）北溟社 （2007.3） ISBN 4894485419
- 歌集『裸眼で触れる』短歌研究社（2017.6）ISBN 9784862725455

## テレビ
- 「ＮＨＫ短歌 歌の中の人びと石を積む人」 - NHKアーカイブス（2003年12月20日）